# Perevalsk (huyện)
Huyện Perevalsk (tiếng Ukraina: Перевальський район, chuyển tự: Perevalsks’kyi raion) là một huyện của tỉnh Luhansk thuộc Ukraina. Huyện Perevalsk có diện tích 807 km², dân số theo điều tra dân số ngày 5 tháng 12 năm 2001 là 87383 người với mật độ 108 người/km2. Trung tâm huyện nằm ở Perevalsk.